# Niptinus unilineatus
Niptinus unilineatus är en skalbaggsart som först beskrevs av Maurice Pic 1900.  Niptinus unilineatus ingår i släktet Niptinus och familjen Ptinidae. Inga underarter finns listade i Catalogue of Life.